# Трёхрёберник
Трёхрёберник, или Трёхрё̀бросемя́нник (лат. Tripleurospermum) — род однолетних и двулетних (редко многолетних) травянистых растений семейства Астровые (Asteraceae). 
До недавнего времени в научной литературе род Tripleurospermum Sch.Bip. относили к синонимам рода, и до сих пор в повседневной речи эти растения называют «ромашками» из-за внешней схожести с родственными родами, однако трёхрёберники не обладают характерным для ромашек запахом.
Большинство видов происходят из Евразии, ряд видов представлен в Северной Африке и Северной Америке. Растение завезено в Новую Зеландию, один вид широко распространён как сорняк.

## Название
Научное родовое название Tripleurospermum образовано от др.-греч. τρεῖς («tres» — три) + др.-греч. πλευρά («pleura» — ребро, бок) + др.-греч. σπέρμα («sperma» — семя) и дано по наличию у семянок трех ребер (по всей видимости, у трехребросемянника непахучего).
Русскоязычное название трёхрёбросемянник является полным смысловым переводом латинского, трёхрёберник — приблизительным вариантом перевода.

## Ботаническое описание[9]
Одно-, дву- или многолетние (но обычно малолетние) растения 8-60 см высотой.
стебли обычно прямостоячие, ветвистые, облиственные.
Листья очередные дважды-трижды перистораздельные, конечные дольки ланцетные.
Цветки собраны в дисковидные гетерогамные корзинки 12-50 мм в диаметре, расположенные на верхушках стебля и боковых ветвей. Обёртка от чашевидной до узкоблюдцевидной, 2,5-8 мм длиной, листочки расположены черепитчато. Цветоложе выпуклое или туповатоконическое, без прицветников. Краевые цветки язычковые, пестичные, белые, иногда отсутствуют. Цветки диска обоеполые, правильные, трубчатые, желтые. Венчик пятизубчатый.
Семянки крупные, 0,8-2,7 мм длиной и 0,4-1,5 мм шириной, трехгранные с сильно выступающими беловатыми ребрами. В верхней части спинки 2 красновато-бурые округлые или овальные железки. Остальная поверхность буроватая или темно-бурая, часто поперечно морщинистая. Верхушка с цельной или трехлопастной коронкой до 1 мм длиной.

## Распространение и экология[10]
Природный ареал рода охватывает большую часть Евразии с умеренным климатом, Канарские острова, северо-восточные регионы Африки, субарктические зоны Америки до северной Канады. Интродуцирован на большей части территории США, в некоторых регионах Австралии, Юго-Восточной Азии, Южной Америки.

## Классификация

### Таксономия[11]
Tripleurospermum  Sch.Bip., 1844, Tanaceteen : 31
Род Трёхрёберник относится к семейству Астровые (Asteraceae) порядка Астроцветные (Asterales). Кладограмма в соответствии с Системой APG IV по состоянию на июнь 2025 года:
|  |                                      |  |                                   |                                   |                    |  | ещё 10 семейств |                |                  |                                                                |
|  |                                      |  |                                   |                                   |                    |  |                 |                |                  | 38 подтвержденных видов и 26 таксонов, ожидающих подтверждения |
|  |                                      |  |                                   | порядок Астроцветные              |                    |  |                 |                | род Трёхрёберник |                                                                |
|  |                                      |  |                                   | порядок Астроцветные              |                    |  |                 |                | род Трёхрёберник |                                                                |
|  | отдел Цветковые, или Покрытосеменные |  |                                   |                                   | семейство Астровые |  |                 |                |                  |                                                                |
|  | отдел Цветковые, или Покрытосеменные |  |                                   |                                   |                    |  |                 |                |                  |                                                                |
|  |                                      |  | ещё 63 порядка цветковых растений | ещё 63 порядка цветковых растений |                    |  |                 | ещё 1729 родов | ещё 1729 родов   |                                                                |
|  |                                      |  |                                   | ещё 63 порядка цветковых растений |                    |  |                 |                | ещё 1729 родов   |                                                                |

## Виды
Представители рода обладают внешним сходством с видами рода Ромашка (Matricaria), куда некоторые авторы ранее помещали эти растения, в связи с чем известно большое количество синонимов видов этого рода.
Список составлен на основе данных сайта Список растений Мировой флоры онлайн по состоянию на июнь 2023 года и включает 38 подтвержденных видов. Виды с неуточненным статусом не упомянуты.
- Tripleurospermum ambiguum (Ledeb.) Franch. & Sav. — Трёхрёберник сомнительный
- Tripleurospermum auriculatum (Boiss.) Rech.f.
- Tripleurospermum australe Pobed. — Трёхрёберник южный
- Tripleurospermum callosum (Boiss. & Heldr.) E.Hossain
- Tripleurospermum caucasicum (Willd.) Hayek — Трёхрёберник кавказский
- Tripleurospermum conoclinum Rupr. ex Boiss.
- Tripleurospermum daghestanicum E.Hossain
- Tripleurospermum decipiens (Fisch. & C.A.Mey.) Bornm.
- Tripleurospermum disciforme Sch.Bip. — Трёхрёберник дисковидный
- Tripleurospermum disciformis Sch.Bip.
- Tripleurospermum elongatum (Fisch. & C.A.Mey.) Bornm. — Трехрёберник вытянутый
- Tripleurospermum fissurale (Sosn.) E.Hossain
- Tripleurospermum grandiflorum (Hook.) Panigrahi
- Tripleurospermum heterolepis (Freyn & Sint.) Bornm.
- Tripleurospermum homogamum G.X.Fu
- Tripleurospermum hookeri Sch.Bip. — Трёхрёберник Гукера
- Tripleurospermum hygrophilum (Bornm.) Bornm.
- Tripleurospermum inodorum (L.) Sch.Bip. typus — Трёхрёберник непахучий
- Tripleurospermum kotschyi (Boiss.) E.Hossain
- Tripleurospermum lamellatum (Bunge) Rech.f. — Трёхрёберник пластинчатый
- Tripleurospermum limosum (Maxim.) Pobed. — Трёхрёберник илистый
- Tripleurospermum maritimum (L.) W.D.J.Koch — Трёхрёберник приморский
- Tripleurospermum melanolepis (Boiss. & Buhse) Pobed.
- Tripleurospermum microcephalum (Boiss.) Bornm.
- Tripleurospermum monticola (Boiss. & A.Huet) Bornm.
- Tripleurospermum parviflorum (Willd.) Pobed. — Трёхрёберник мелкоцветковый
- Tripleurospermum pichleri (Boiss.) Bornm.
- Tripleurospermum repens (Freyn & Sint.) Bornm.
- Tripleurospermum rosellum (Boiss. & Orph.) Hayek
- Tripleurospermum rupestre (Sommier & Levier) Pobed. — Трёхрёберник скальный
- Tripleurospermum sannineum (J.Thiébaut) P.Mouterde ex Charpin & Dittrich
- Tripleurospermum sevanense (Manden.) Pobed. — Трёхрёберник севанский
- Tripleurospermum subpolare Pobed. — Трёхрёберник приполярный
- Tripleurospermum szovitsii Pobed. — Трёхрёберник Совича
- Tripleurospermum tempskyanum (Freyn & Sint.) Hayek
- Tripleurospermum tenuifolium Freyn ex Freyn & E.Brandis
- Tripleurospermum tetragonospermum (F.Schmidt) Pobed. — Трёхрёберник четырёхугольносемянный
- Tripleurospermum transcaucasicum (Manden.) Pobed. — Трёхрёберник закавказский